# Lake Farrell
Der Lake Farrell ist ein kleiner See an der Ingrid-Christensen-Küste des ostantarktischen Prinzessin-Elisabeth-Lands. In den Vestfoldbergen liegt er auf der Breidnes-Halbinsel 0,8 km südöstlich des östlichen Endes des Ekho Lake.
Der See ist eine wichtige Landmarke auf dem Weg von der Davis-Station zur 31 km westlich liegenden Wetterstation Platcha. Das Antarctic Names Committee of Australia benannte ihn nach Leo M. Farrell, der im antarktischen Winter 1970 als Wetterbeobachter auf der Davis-Station tätig war.